# スモーランド地方
スモーランド地方（スモーランドちほう、Småland [ˈsmǒːland] ( 音声ファイル)）はスウェーデン南部イェータランドの地方の1つ。